# Andrej Rekečinskij
Andrej Michajlovič Rekečinskij (in russo Андрей Михайлович Рекечинский?; Volgograd, 7 gennaio 1981) è un pallanuotista russo, vincitore di una medaglia d'argento alle olimpiadi di Sydney 2000 e di una medaglia di bronzo ad Atene 2004.
Ha legato l'intera sua carriera allo Spartak Volgograd, squadra con cui ha conquistato 8 campionati russi, 9 coppe di Russia e una LEN Euro Cup.

## Palmarès
- Campionato russo: 8

Spartak: 1999, 2003, 2004, 2010, 2011, 2012, 2013, 2014
- Coppa di Russia maschile: 9

Spartak: 2000, 2001 2002, 2003, 2004, 2007, 2009, 2012, 2013
- Coppe LEN: 1

Spartak: 2014